# Aderus egregius
Aderus egregius es una especie de coleóptero de la familia Aderidae. Fue descrita científicamente por George Charles Champion en 1915.

## Distribución geográfica
Habita en Borneo.